# Vitbrynad rosenfink
Vitbrynad rosenfink (Carpodacus thura) är en bergslevande asiatisk tätting i familjen finkar som förekommer i Himalaya.

## Utseende
Vitbrynad rosenfink är en medelstor (17-18 cm) rosenfink med lång, något kluven stjärt och en konformad näbb. Hanen har rosavitt ögonbrynsstreck, rosa övergump och undersida och kraftigt streckad brun rygg. Honan har ett tydligt ögonbrynsstreck med mörkt ögonstreck under, ingefärsbrun strupe och bröst och olivgul övergump.

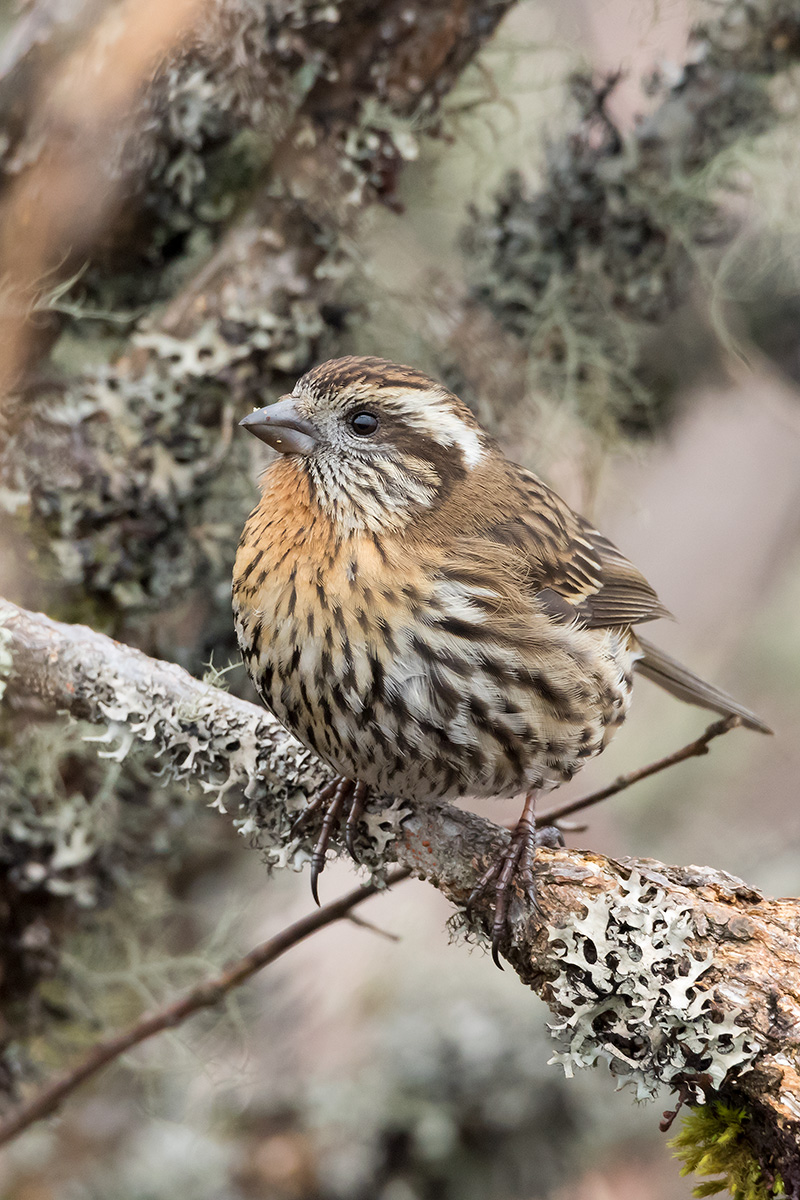
Hona.

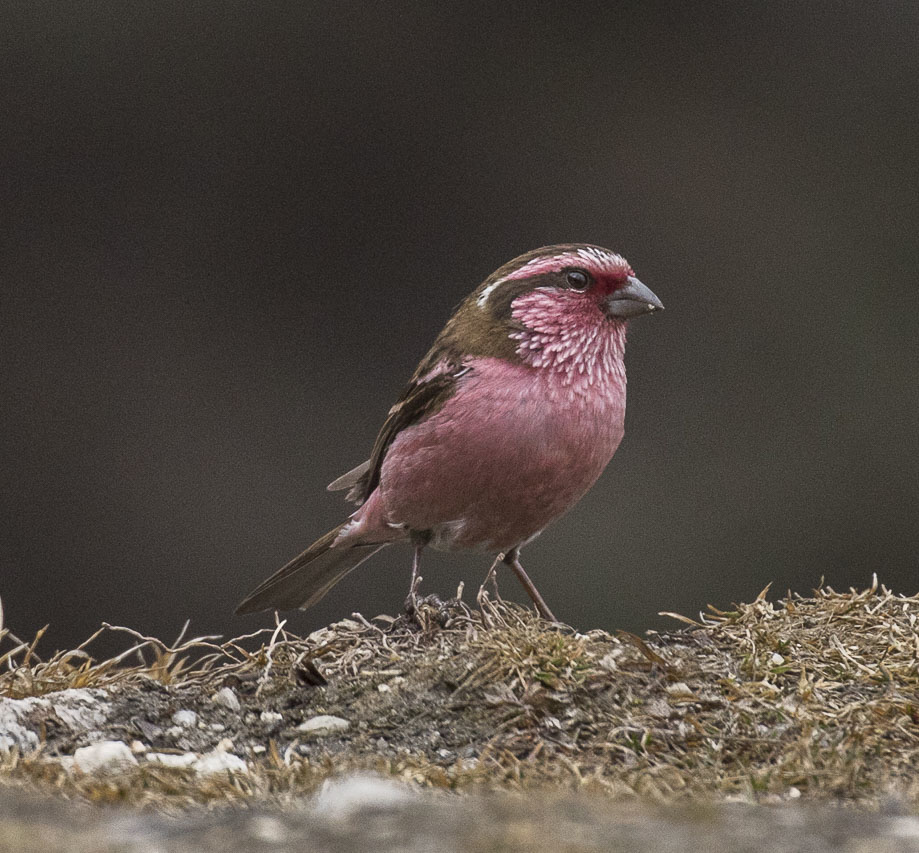
Hane.

Den mycket liknande snårrosenfinken, tidigare behandlad som underart till vitbrynad rosenfink, har hos hanen brutet mörkt ögonstreck och mer vitt i ögonbrynsstrecket, medan honan har vitaktigt bröst.

## Läten
Från vitbrynad rosenfink hörs läten som i engelsk litteratur återges som ett elektriskt "deep deep deep de de de", ett visslande "pwit pwit" och ett pipigt "pupupipipi".

## Utbredning och systematik
Vitbrynad rosenfink delas in i två underarter med följande utbredning:
- Carpodacus thura blythi – förekommer i nordöstra Afghanistan och Pakistan genom västra Himalaya
- Carpodacus thura thura – förekommer i centrala Himalaya (Nepal till Bhutan)

Vitbrynad rosenfink är närmast släkt med snårrosenfink (C. dubius), som tidigare behandlades som en underart, på lite längre avstånd även vitbukig rosenfink (C. trifasciatus) och sibirisk rosenfink (C. roseus).

## Levnadssätt
Vitbrynad rosenfink häckar i höglänta buskmarker och öppen skog, men även blockströdda trädlösa sluttningar, på 2400-4000 meters höjd. Den livnär sig av frön, knoppar och skott från örter och buskar, men även bär som berberis och björnbär. Häckningen sker mellan slutet av juni till augusti, i lösa kolonier med små revir. Vintertid flyttar den till lägre nivåer.

## Status och hot
Arten har ett stort utbredningsområde och en stor population med stabil utveckling och tros inte vara utsatt för något substantiellt hot. Utifrån dessa kriterier kategoriserar internationella naturvårdsunionen IUCN arten som livskraftig (LC). Världspopulationen har inte uppskattats men den beskrivs som lokalt vanlig till vanlig.